# Peter Liba
Peter Liba, né le 10 mai 1940 et mort le 21 juin 2007, est un homme politique canadien, Lieutenant-gouverneur de la province du Manitoba de 1999 à 2004.